# アレクサンダー・S・ウェブ

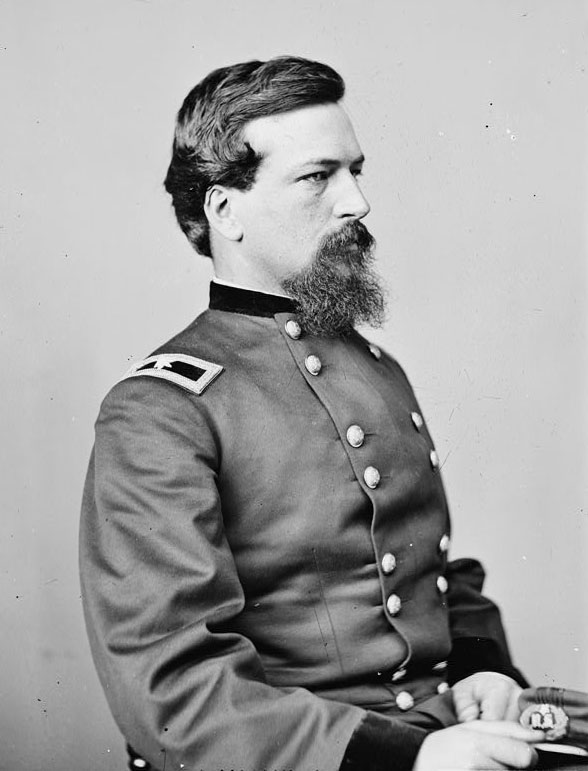
アレクサンダー・S・ウェブ

アレクサンダー・スチュワート・ウェブ（Alexander Stewart Webb, 1835年2月15日 - 1911年2月12日）は、アメリカ合衆国における南北戦争の北部同盟(Union)ジェネラル。

## 来歴
ニューヨーク州ニューヨーク市出身。ゲティスバーグの戦いでの功績により名誉勲章を授与される。
南北戦争後、1869年から1902年まで、ニューヨーク市立大学シティカレッジ第2代目学長を33年間務める。